# Попов, Алексей Аркадьевич
Алексей Аркадьевич Попов (8 июля 1990) — российский футболист, нападающий.

## Карьера
С 2008 по 2009 год сыграл 44 матчей за молодёжную команду «Крыльев Советов», в которых забил 16 мячей. Дебютировал в составе самарской команды 13 марта 2010 года в 1-м туре чемпионата России, который клуб дома полурезервным составом провёл против санкт-петербургского «Зенита» (0:1), вышел на поле на 75-й минуте, заменив Руслана Аджинджала.